# Yousef Al-Salem
Yousef Mansoor Al-Salem, né le 4 mai 1985 à Khobar et mort le 12 février 2023, est un footballeur international saoudien, évoluant au poste d'attaquant.

## Carrière
Al-Salem intègre l'équipe professionnelle d'Al-Qadisiya en 2004. L'équipe joue dans le ventre mou du championnat jusqu'à la 2007-2008 où le club est relégué en deuxième division. Yousef quitte Al-Qadisiya et rejoint l'Al-Shabab pour une saison où il remporte la Coupe d'Arabie saoudite, son premier trophée professionnel.
En 2009, Al-Salem rejoint l'Ettifaq FC où il marque de nombreux buts. En 2011, il termine troisième au classement des buteurs avec treize buts ainsi que quatrième en 2012 avec dix réalisations. Après quatre saisons avec cette équipe, il quitte le club et signe avec l'Al-Hilal.

## Palmarès
- Vainqueur de la Coupe d'Arabie saoudite en 2009 avec Al-Shabab